# Diana Bulimar
Diana Bulimar (Timișoara, Rumania, 22 de agosto de 1995) es una gimnasta artística rumana, medallista olímpica (bronce) en Londres 2012 en el concurso por equipos.

## Carrera deportiva
En el Campeonato Europeo de 2012 celebrado en Bruselas consiguió la medalla de oro en el concurso por equipos. Poco después, en los JJ. OO. de Londres, consigue la medalla de bronce en el mismo concurso de equipos, quedando tras las estadounidenses y las rusas.
En el Campeonato Europeo de 2013celebrado en Moscú, logra una medalla de plata en la viga de equilibrio —tras su compatriota Larisa Iordache— y una de bronce en el ejercicio de suelo —tras la rusa Ksenia Afanasyeva y de nuevo Larisa Iordache—.
En el Campeonato Europeo de 2014 celebrado en Sofía consigue la medalla de oro en la competición por equipos.